# 第23独立自動車化歩兵大隊 (ウクライナ陸軍)
第23独立自動車化歩兵大隊（だい23どくりつじどうしゃかほへいだいたい、ウクライナ語: 23-й окремий мотопіхотний батальйон）は、ウクライナ陸軍の大隊のひとつ。第56独立自動車化歩兵旅団隷下。

## 概要

### ドンバス戦争

#### ウクライナ領土防衛大隊

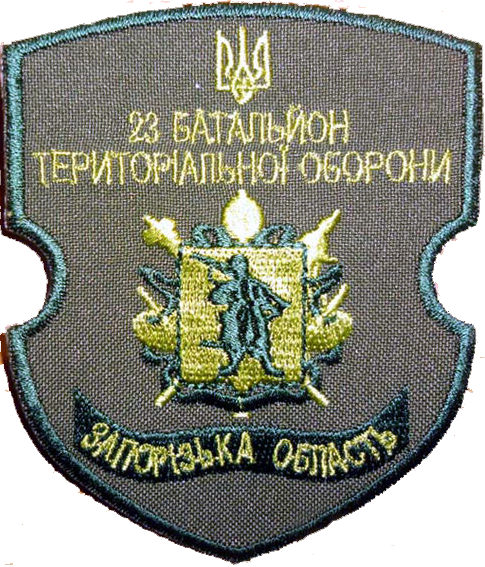
第23ホールツィツャ領土防衛大隊

2014年4月30日、ドンバス戦争の影響に伴い、義勇軍ウクライナ領土防衛大隊の第23ホールツィツャ領土防衛大隊として、ザポリージャ州の行政支援を受け、ザポリージャで創設された。
2014年5月から、ドンバス戦争に投入され、南部ザポリージャ州、東部ドネツィク州の検問所に配備された。

#### ウクライナ陸軍
2014年11月、ウクライナ陸軍に編入し、ハルキウ州駐屯の第92独立機械化旅団隷下に配属され、第23独立自動車化歩兵大隊に改編した。
2015年2月23日、新編されたドニプロペトロウシク州駐屯の第56独立自動車化歩兵旅団隷下に転属した。
2016年9月、駐屯地をドネツィク州マリウポリに移駐した。ザポリージャ州は部隊の栄誉を称え、ヤキミフカ地区（現メリトポリ地区）の通りのひとつを「第23大隊英雄通り」に改称した。

### ロシアのウクライナ侵攻

#### 東部アウディーイウカの戦い
2022年1月から、ドンバス戦争で東部ドネツィク州ドネツィク近郊に配備されていたため、ロシアのウクライナ侵攻はそのまま開戦した。
2022年8月、第23大隊の全兵士が自軍陣地を放棄して逃亡したとロシア国防省が発表した。

## 編制
- 大隊本部（マリウポリ）
- 第1中隊
- 第2中隊
- 第3中隊
- 迫撃砲中隊
- 対空砲小隊
- 偵察小隊
- 工兵小隊
- 後方支援隊